# Definition of Real
| Recensione | Giudizio |
| ---------- | -------- |
| AllMusic   |          |

Definition of Real è il secondo album del rapper Plies uscito il 10 giugno 2008. L'album gode della partecipazione di artisti come Ne-Yo, Trey Songz, J. Holiday, The-Dream, Keyshia Cole, Jamie Foxx

## Vendite
Plies ha debuttato alla posizione numero due della classifica Billboard 200 con 214.902 copie vendute nella prima settimana, rendendo il suo secondo album il più venduto nella top ten dei più venduti nella prima settimana, battendo il suo vecchio album The Real Testament con 96.000 copie vendute nella prima settimana. Il 23 luglio 2008 le vendite avevano raggiunto quota 400.789 copie. Durante la settimana che va dal 23 luglio al 30 luglio l'album ha venduto 17.194 copie per un totale di 417.983 copie. Il 28 agosto 2008 Definition of Real ha venduto 450.683 copie negli stati uniti e 569.000 in tutto il mondo. Nella settimana che va dal 31 agosto al 6 settembre l'album ha venduto 480.253 copie negli USA.

## Singoli
Il primo singolo dell'album è "Bust It Baby, Pt. 2" con Ne-Yo. Il brano si è posizionato alla numero sette della classifica Billboard Hot 100. Il secondo singolo è "Please Excuse My Hands" con The-Dream e Jamie Foxx. Il terzo "#1 Fan".
Mentre sono stati realizzati i video per i brani: "I'm da Man", "Who Hotter Than Me", "Worth Goin' FED Fo", "Watch Dis", e "Somebody Loves You". Plies ha inoltre dichiarato che ci saranno video per tutti i suoi brani.

## Track listing
La seguente track list è stata confermata il 10 giugno 2008.
| #  | Titolo                                       | Compositore\i                                            | Produttore\i                    | Collaboratore\i           | Durata |
| -- | -------------------------------------------- | -------------------------------------------------------- | ------------------------------- | ------------------------- | ------ |
| 1  | "I'm da Man"                                 | A. Washington, C. Gholson, T. Neverson                   | Drumma Boy                      | Trey Songz                | 3:51   |
| 2  | "Ol' Lady"                                   | A. Martin, B. Crear, Plies, R. Levatte                   | Necronam                        |                           | 3:37   |
| 3  | "Bushes"                                     | A. Washington, T. Sewell                                 | Midnight Black                  |                           | 4:13   |
| 4  | "Worth Goin' Fed Fo"                         | A. Martin, B. Tyson, R. Levatte                          | Bryan Tyson                     |                           | 4:00   |
| 5  | "Dat Bitch"                                  | A. Martin, D. Valbrun, J. Valbrun, R. Levatte            | DVS                             |                           | 3:34   |
| 6  | "Somebody (Loves You)"                       | E. Curry, R. Young, W. Sigler                            | Rodnae for Beats How U Want 'Em |                           | 4:40   |
| 7  | "Feel Like Fuckin'"                          | A. Martin, B. Tyson, R. Levatte                          | Bryan Tyson                     |                           | 4:16   |
| 8  | "Watch Dis"                                  | A. Bay-Schuck, B. Lakey, C. Gholson, D. Watson, H. Coney | Drumma Boy                      |                           | 3:31   |
| 9  | "Who Hotter Than Me?"                        | A. Washington, T. Sewell                                 | Midnight Black                  |                           | 3:30   |
| 10 | "1 Day"                                      | A. Martin, B. Tyson, R. Levatte                          | Bryan Tyson                     |                           | 3:52   |
| 11 | "Bust It Baby, Pt. 2"                        | J. Harris, J. Jackson, J. Rotem, S. Smith, T. Lewis      | J.R. Rotem                      | Ne-Yo                     | 4:02   |
| 12 | "Shit Bag"                                   | A. Martin, B. Tyson, R. Levatte                          | Bryan Tyson                     |                           | 3:34   |
| 13 | "Please Excuse My Hands"                     | J. Franks, O. Goldstein                                  | DJ Frank E                      | The-Dream & Jamie Foxx    | 4:26   |
| 14 | "Rich Folk"                                  | A. Martin, D. Alexander, E. John, K. John, R. Levatte    | Pentagon Productions            |                           | 4:06   |
| 15 | "#1 Fan"                                     | J. Mollings; K. Cossom                                   | DJ Nasty & L.V.M.               | Keyshia Cole & J. Holiday | 3:59   |
| *  | "Thug Section" [Best Buy Bonus Track]        |                                                          | Kane Beatz                      |                           | 4:50   |
| *  | "Die Together" [Best Buy Bonus Track]        |                                                          | Bryan Tyson                     |                           | 3:09   |
| *  | "Bust It Baby, Pt. 1" [Best Buy Bonus Track] |                                                          | DVS                             |                           | 3:14   |